# زن (فیلم ۱۹۳۳)
«زن» (انگلیسی: Female) فیلمی در ژانر رمانتیک به کارگردانی مایکل کورتیز، ویلیام دیترله، و ویلیام ولمن است که در سال ۱۹۳۳ منتشر شد.

## بازیگران
- روت چترتن
- جورج برنت
- ادموند برنس
- گوین گوردن
- جین مویر
- جانی مک براون
- لوئیس ویلسون
- فیلیپ رید
- ویلارد رابرتسن
- رافائلا اوتیانو
- اتل ویلز
- ادموند برنز
- والیس کلارک
- لستر دُر